# ミニ・イスラエル
ミニ・イスラエル（ヘブライ語：מיני ישראל）は、イスラエルのアヤロン付近にあるミニチュアパークである。2002年11月にオープンし、敷地内には、イスラエルのランドマークのミニチュアが約350展示されている。ミニチュアは本物の25分の1ほどの大きさである。

## 概要
メイン・サイトの常設展示は、イスラエルにとって重要な、ユダヤ教、キリスト教、イスラム教関連によって構成されている。園内の案内は、ヘブライ語、アラビア語と英語で書かれている。来園者の95％はイスラエル人。
60,000㎡（14.8エーカー）の敷地のうち、35,000㎡（8.6エーカー）がミニチュアの展示に使われている。公園には、他にも、いくつかのレストランと休憩所、公園についてのビデオが流れるホールなどがある。オーディオ・ガイドなども利用可能。

## 歴史

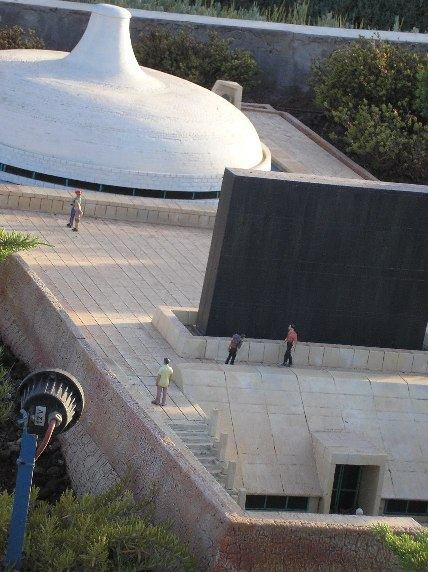
シュライン・オブ・ザ・ブック

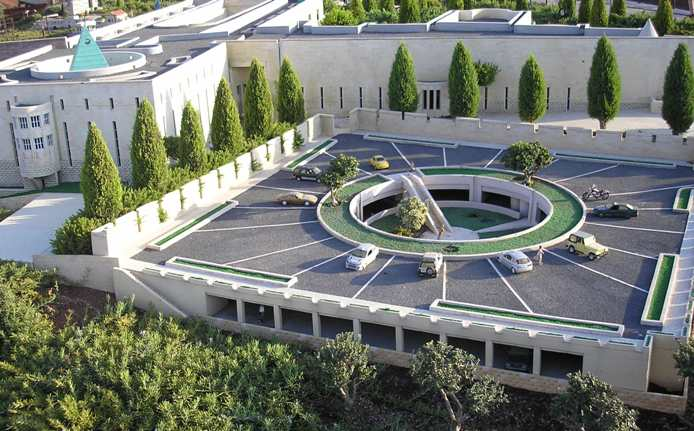
シュプリーム・コート・オブ・イスラエル

ミニ・イスラエルのスローガンは、「See it all - small」である。公園が考案されたきっかけは、イスラエルの企業家Eiran Gazitが1986年に、オランダのマドローダムにあるミニチュアパークを訪れたことである。しかし、第1次インティファーダの影響で、計画が始まったのは1994年になってからだった。最初に彼と計画したのは、広告担当のMike Madesonと技術担当のKoby Plashkesである。他にも、ミニチュアのデザイナーや制作者は、旧ソ連からの移民を含む、多数の宗教からの100人以上のメンバーで構成された。資金は、主に2つの投資グループ（Granite Hacarmel、Shikun Ubinui Group）が投資した。ミニ・イスラエルの敷地は、もともとKibbutz Nachshonが所有していた。2002年11月にオープン以来、9ヶ月で35万人の来園者を記録した。

## ミニチュア
公園には、約350の建物やランドマークのミニチュアがある。また、3万人の人間や、500匹の動物、4,700台の車、100台のバイク、14の列車、3のヘリコプター、32の飛行機、175隻の船、330台のトラックと1万5千本の木（実物）が植えてある。木は全て、Agronoy保育園で栽培されたもの。公園は、都市ごとの6つのエリア（エルサレム、テルアビブ、ハイファ、ガリル、ネゲヴ、センター）に分かれている。
ほとんどのミニチュアは、1/25のサイズだが、例外もある。ナハラル（1/250）、Orot rabin原発（1/50）、エルサレムの壁（1/50）、アッコ（1/50）、クネセト、メノーラー（1/15）など。
ミニチュアの原料は、ポリウレタン、重合体、小さい石など。これらに塗装する際、雨などでも色が落ちないよう、耐水性のものを使用した。電車、飛行機、試合中のサッカー場、重機、ボートなどの多くは、動くようになっている。